# Guglielmo Giovannini
Guglielmo Giovannini (Castello d'Argile, 17 dicembre 1925 – Bologna, 17 luglio 1990) è stato un allenatore di calcio e calciatore italiano, di ruolo difensore.

## Carriera

### Giocatore
Terzino, iniziò la carriera come terzino titolare nel Bologna di Renato Dall'Ara nel campionato 1946-1947 fino al 1957-1958 disputando 297 partite in totale di cui 253, con 2 reti, in Serie A.
Nel 1948 partecipò ai Giochi olimpici di Londra disputando 2 partite in Nazionale.

### Allenatore
Nel 1959 ottenne a Coverciano la qualifica di allenatore professionista di prima categoria.
Nell'annata 1959-1960 allenò e giocò nella Maceratese in Serie C, dove un grave infortunio gli fece terminare la sua carriera calcistica.
Divenne poi allenatore a San Marino per un paio d'anni insegnando anche educazione fisica nella scuola della Repubblica del Titano.
Nel 1962 entrò a far parte degli istruttori della FIGC rivestendo la carica di docente di tecnica calcistica in occasione dei corsi di abilitazione ad allenatore.
Dal 1976 accettò di ricoprire l'incarico di selezionatore tecnico della Lega Nazionale di Serie C, ruolo che ha svolto fino al 1990, anno della sua morte. A Castel D'Argile c'è un parco intitolato alla sua memoria.

## Statistiche

### Cronologia presenze e reti in Nazionale
| Cronologia completa delle presenze e delle reti in nazionale ― Italia | Cronologia completa delle presenze e delle reti in nazionale ― Italia | Cronologia completa delle presenze e delle reti in nazionale ― Italia | Cronologia completa delle presenze e delle reti in nazionale ― Italia | Cronologia completa delle presenze e delle reti in nazionale ― Italia | Cronologia completa delle presenze e delle reti in nazionale ― Italia | Cronologia completa delle presenze e delle reti in nazionale ― Italia | Cronologia completa delle presenze e delle reti in nazionale ― Italia |
| Data                                                                  | Città                                                                 | In casa                                                               | Risultato                                                             | Ospiti                                                                | Competizione                                                          | Reti                                                                  | Note                                                                  |
| --------------------------------------------------------------------- | --------------------------------------------------------------------- | --------------------------------------------------------------------- | --------------------------------------------------------------------- | --------------------------------------------------------------------- | --------------------------------------------------------------------- | --------------------------------------------------------------------- | --------------------------------------------------------------------- |
| 2-8-1948                                                              | Brentford                                                             | Stati Uniti                                                           | 0 – 9                                                                 | Italia                                                                | Olimpiadi 1948 - Ottavi di finale                                     | -                                                                     |                                                                       |
| 5-8-1948                                                              | Londra                                                                | Danimarca                                                             | 5 – 3                                                                 | Italia                                                                | Olimpiadi 1948 - Quarti di finale                                     | -                                                                     |                                                                       |
| Totale                                                                |                                                                       | Presenze                                                              | 2                                                                     |                                                                       | Reti                                                                  | 0                                                                     |                                                                       |

## Palmarès

### Allenatore
- IV Serie: 1

Maceratese: 1958-1959